# Língua kumeyaay
Kumeyaay (Kumiai), também conhecida como Central Diegueño, Kamia e Campo, é a língua indígena falada pelos Kumeyaay habitantes do sul de San Diego e Condado de Imperial da Califórnia, Estados Unidos. Hinton (1994: 28) sugeriu uma estimativa conservadora de 50 falantes nativos de Kumeyaay. Uma estimativa mais liberal (incluindo falantes da língua ipai e da língua tiipai, apoiada pelos resultados do Censo 2000, é de 110 pessoas nos EUA, incluindo 15 pessoas com idade inferior a 18 anos, Houve 377 falados relatados no censo mexicano de 2010, incluindo 88 que chamavam sua língua "Cochimi". 

## Classificação
Kumeyaay pertence à família das línguas Yuman e ao ramo Delta-Califórnia dessa família. Kumeyaay e seus vizinhos, As línguas Ipai (ao norte) e Tiipai (ao sul) eram frequentemente considerados dialetos de uma única língua chamada Diegueño, mas o atual consenso entre os linguistas parece ser que pelo menos três línguas distintas estão presentes na cadeia do dialeto (por exemplo, Langdon 1990). Confusamente, o nome Kumeyaay é comumente usado como uma designação tanto para a língua central desta família quanto para o povo de Ipai-Kumeyaay-Tipai como um todo. Tipai também é comumente usado como uma designação coletiva para falantes de Kumeyaay e Tipai.

## Documentação
Em 1999, a documentação publicada para a língua Kumeyaay parecia estar limitada a alguns textos.
A partir de maio de 2014, as aulas de idiomas on-line de Kumeyaay estão disponíveis. Baixa Califórnia "está em preparação. Histórias da língua Kumeyaay são gravadas no museu Kumeyaay em Tecate.

## Fonologia

### Consoantes
|             | Bilabial | Dental | Pós- alveolar | Lateral | Lateral | Palatal | Velar | Velar | Uvular | Glotal |
| nor.        | Bilabial | Dental | Pós- alveolar | pal.    | nor.    | Palatal | lab.  |       | Uvular | Glotal |
| ----------- | -------- | ------ | ------------- | ------- | ------- | ------- | ----- | ----- | ------ | ------ |
| Oclusiva    | p        | t      | t̠             |         |         |         | k     | kʷ    | q      | ʔ      |
| Fricativa   | β        | s      | s̠             | ɬ       | 𝼆       |         | x     | xʷ    |        |        |
| Africada    |          |        | tʃ            |         |         |         |       |       |        |        |
| Nasal       | m        | n      | n̠̥             |         |         | ɲ       |       |       |        |        |
| Lateral     |          |        |               |         |         | ʎ       |       |       |        |        |
| Vibrante    |          | r      | r̠̥             |         |         |         |       |       |        |        |
| Aproximante | w        |        |               | l       |         | j       |       |       |        |        |

### Vogais
|         | Anterior | Central | Posterior |
| ------- | -------- | ------- | --------- |
| Fechada | i        |         | u         |
| Medial  |          | ə       | o         |
| Aberta  |          | a       |           |